# 로열 아프리칸 컴퍼니
로열 아프리칸 컴퍼니(Royal African Company, RAC)는 1660년에 스튜어트가와 시티오브런던 상인들이 서아프리카 해안을 따라 교역하기 위해 구축한 잉글랜드의 무역 기업이다. 왕 찰스 2세의 형제였던 요크 공작에 의해 주도되었으며 1685년 요크는 제임스 2세에 왕위를 인계했다.
찰스 2세가 왕정복고 기간에 잉글랜드 왕국을 취한 이후 설립되었다. 원래 목적은 라인 공자 루퍼트가 찾아낸 감비아강의 금광을 이용하는 것이었지만 곧 노예 무역으로 발전하였다.